# Ratpenat papallona d'Allen
El ratpenat papallona d'Allen (Glauconycteris alboguttata) és una espècie de ratpenat de la família dels vespertiliònids que es troba al Camerun i la República Democràtica del Congo.